# Niumi

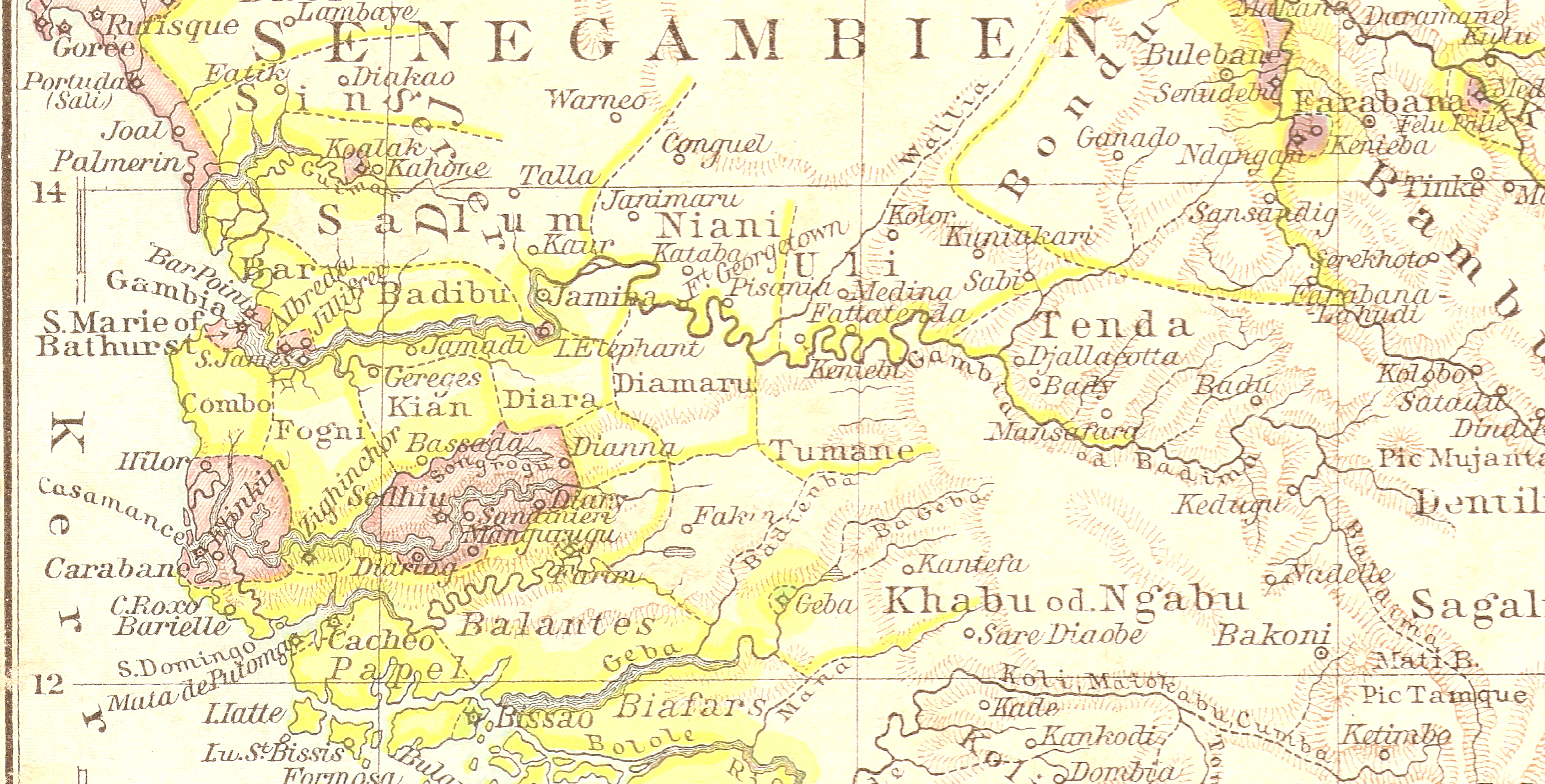
Alte Karte der Region aus dem Andrees Allgemeiner Handatlas (1881)

Niumi (Schreibvariante: Nuimi) (portugiesischer Name Barra, Bara, Bar) war ein kleines Reich im heutigen westafrikanischen Staat Gambia, an der Mündung des Gambia-Flusses.
Südlich vom Fluss und westlich vom Atlantischen Ozean, nördlich vom Reich Saloum und östlich vom Reich Jokadu, später vom Reich Baddibu begrenzt. Das Land ist flach und an der Küste mit Mangrovenwald bedeckt und das Land fruchtbar.

## Geschichte
Ende des 19. Jahrhunderts wurde die Zahl der Bewohner auf 200.000 geschätzt, sie gehörten vorwiegend der Ethnie der Mandinka und Wolof an. Bei ihnen hatte der durch die vordringenden Fulbe vertretene Islam die alten indigenen Religionen nur wenig einschränken können. Sie handelten mit Goldstaub und Elfenbein, die nach dem britischen Hafen Albreda ausgeführt werden. Der Küstenstreifen und ein Teil des Landes am Gambia, die so genannten Ceded Mile, wurde von den Briten erworben. Der Hauptort ist Barra, ganz in der Nähe des Ortes Essau, wo der König von Niumi residierte.
Die Distrikte Lower Niumi und Upper Niumi in der North Bank Region nehmen Bezug auf dieses Reich.